# ジェイコブ・ファリア
ジェイコブ・ダニエル・ファリア（Jacob Daniel Faria, 1993年7月30日 - ）は、アメリカ合衆国カリフォルニア州オレンジ郡ラ・パルマ出身のプロ野球選手（投手）。右投右打。

## 経歴

### プロ入りとレイズ時代
2011年のMLBドラフト10巡目（全体330位）でタンパベイ・レイズから指名され、プロ入り。契約後、傘下のルーキー級ガルフ・コーストリーグ・レイズでプロデビュー。6試合（先発2試合）に登板して0勝1敗、防御率2.87、14奪三振を記録した。
2012年はアパラチアンリーグのルーキー級プリンストン・レイズでプレーし、13試合（先発5試合）に登板して3勝4敗、防御率5.14、34奪三振を記録した。
2013年もルーキー級プリンストンでプレーし、12試合に先発登板して3勝3敗、防御率2.02、71奪三振を記録した。
2014年はA級ボーリンググリーン・ホットロッズでプレーし、23試合に先発登板して7勝9敗、防御率3.46、107奪三振を記録した。
2015年はA+級シャーロット・ストーンクラブズとAA級モンゴメリー・ビスケッツでプレーし、2球団合計で25試合（先発23試合）に登板して17勝4敗、防御率1.92、159奪三振を記録した。オフの11月20日にルール・ファイブ・ドラフトでの流出を防ぐために40人枠入りした。
2016年はAA級モンゴメリーとAAA級ダーラム・ブルズでプレーし、2球団合計で27試合に先発登板して5勝10敗、防御率3.99、157奪三振を記録した。
2017年は開幕をAAA級ダーラムで迎え、6月7日にメジャー初昇格を果たした。メジャーデビューとなった同日のシカゴ・ホワイトソックス戦では先発して6.1回を1失点と好投し、初登板初勝利を挙げた。
2018年は先発3番手として迎えた。5月23日に外腹斜筋で60日間の故障者リストに入り、怪我前の成績は47回と2/3回を投げて防御率5.48だった。8月1日にメジャーに復帰し、ロサンゼルス・エンゼルス戦でリリーフとして3回と2/3回を投げ、勝ち投手となった。8月16日にトミー・ファムに代わって、AAA級ダーラムへ降格した。9月5日に、メジャーに昇格した。レギュラーシーズンでは、初めは先発ローテーションだったものの、外腹斜筋で故障者リストに入ってからは低迷したシーズンだった。17登板12先発で65回を投げ、4勝4敗、防御率5.40、50奪三振を記録した。

### ブルワーズ時代
2019年7月31日にヘスス・アギラーとのトレードで、ミルウォーキー・ブルワーズへ移籍した。
2020年1月10日にジェド・ジョーコの加入に伴ってDFAとなり、21日にマイナー契約で傘下のAAA級サンアントニオ・ミッションズへ配属された。9月18日に自由契約となった。

### エンゼルス傘下時代
2020年11月23日にエンゼルスとマイナー契約を結んだ。
2021年は5月のマイナーリーグ開幕から傘下のAAA級ソルトレイク・ビーズでプレーしていたが、6月16日に自由契約となった。

### ダイヤモンドバックス時代
2021年6月19日にアリゾナ・ダイヤモンドバックスとメジャー契約を結んだ。同日のロサンゼルス・ドジャース戦で移籍後初登板を迎えたが、クリス・テイラーに本塁打を浴びるなど、自分の役目を果たせなかった。9月19日にDFAとなり、21日にFAとなった。

### ツインズ傘下時代
2021年12月1日にミネソタ・ツインズとマイナー契約を結んだ。しかし、2022年6月22日に自由契約となった。

### レッドソックス時代
2023年2月8日にボストン・レッドソックスとマイナー契約を結び、同年のスプリングトレーニングに招待選手として参加した。
シーズンでは、7月16日にメジャーに昇格し、同日のシカゴ・カブス戦に登板したが、2回を投げ、5失点と打ち込まれ、10日後に自由契約となった。結局、この年はこの試合のみの登板に留まった。

## 投球スタイル
平均92.1mph（約148.2km/h）のフォーシームを中心とし、変化球ではスライダーの割合が高く、他にはチェンジアップやカーブを投げる。

## 詳細情報

### 年度別投手成績
| 年 度    | 球 団    | 登 板 | 先 発 | 完 投 | 完 封 | 無 四 球 | 勝 利 | 敗 戦 | セ 丨 ブ | ホ 丨 ル ド | 勝 率 | 打 者 | 投 球 回 | 被 安 打 | 被 本 塁 打 | 与 四 球 | 敬 遠 | 与 死 球 | 奪 三 振 | 暴 投 | ボ 丨 ク | 失 点 | 自 責 点 | 防 御 率 | W H I P |
| -------- | -------- | ----- | ----- | ----- | ----- | -------- | ----- | ----- | -------- | ----------- | ----- | ----- | -------- | -------- | ----------- | -------- | ----- | -------- | -------- | ----- | -------- | ----- | -------- | -------- | ------- |
| 2017     | TB       | 16    | 14    | 0     | 0     | 0        | 5     | 4     | 0        | 0           | .556  | 357   | 86.2     | 71       | 11          | 31       | 0     | 5        | 84       | 6     | 0        | 35    | 33       | 3.43     | 1.18    |
| 2018     | TB       | 17    | 12    | 0     | 0     | 0        | 4     | 4     | 0        | 0           | .500  | 281   | 65.0     | 60       | 9           | 33       | 1     | 3        | 50       | 2     | 0        | 39    | 39       | 5.40     | 1.43    |
| 2019     | TB       | 7     | 0     | 0     | 0     | 0        | 0     | 0     | 0        | 0           | ----  | 47    | 10.0     | 10       | 2           | 7        | 0     | 0        | 11       | 0     | 0        | 3     | 3        | 2.70     | 1.70    |
| 2019     | MIL      | 9     | 0     | 0     | 0     | 0        | 0     | 1     | 0        | 2           | .000  | 48    | 8.2      | 18       | 3           | 5        | 0     | 1        | 8        | 3     | 0        | 12    | 11       | 11.42    | 2.65    |
| '19計    | MIL      | 16    | 0     | 0     | 0     | 0        | 0     | 1     | 0        | 2           | .000  | 95    | 18.2     | 28       | 5           | 12       | 0     | 1        | 19       | 3     | 0        | 15    | 14       | 6.75     | 2.14    |
| 2021     | ARI      | 23    | 3     | 0     | 0     | 0        | 0     | 0     | 0        | 0           | ----  | 154   | 32.2     | 39       | 5           | 13       | 0     | 2        | 32       | 3     | 1        | 21    | 20       | 5.51     | 1.59    |
| 2023     | BOS      | 1     | 0     | 0     | 0     | 0        | 0     | 0     | 0        | 0           | ----  | 14    | 2.0      | 4        | 0           | 4        | 0     | 0        | 3        | 0     | 0        | 5     | 5        | 22.50    | 4.00    |
| MLB：5年 | MLB：5年 | 73    | 29    | 0     | 0     | 0        | 9     | 9     | 0        | 2           | .500  | 901   | 205.0    | 202      | 30          | 93       | 1     | 11       | 188      | 14    | 1        | 115   | 111      | 4.87     | 1.44    |

- 2023年度シーズン終了時

### 年度別守備成績
| 年 度 | 球 団 | 投手（P） | 投手（P） | 投手（P） | 投手（P） | 投手（P） | 投手（P） |
| 年 度 | 球 団 | 試 合     | 刺 殺     | 補 殺     | 失 策     | 併 殺     | 守 備 率  |
| ----- | ----- | --------- | --------- | --------- | --------- | --------- | --------- |
| 2017  | TB    | 16        | 4         | 8         | 0         | 0         | 1.000     |
| 2018  | TB    | 17        | 3         | 6         | 1         | 1         | .900      |
| 2019  | TB    | 7         | 0         | 1         | 0         | 0         | 1.000     |
| 2019  | MIL   | 9         | 0         | 0         | 0         | 0         | ----      |
| '19計 | MIL   | 16        | 0         | 1         | 0         | 0         | 1.000     |
| MLB   | MLB   | 49        | 7         | 15        | 1         | 1         | .957      |

- 2020年度シーズン終了時

### 背番号
- 34（2017年 - 2019年7月30日）
- 36（2019年8月6日 - 同年終了）
- 55（2021年）